# Echinopelma bermudae
Echinopelma bermudae är en plattmaskart. Echinopelma bermudae ingår i släktet Echinopelma och familjen Diclidophoridae. Inga underarter finns listade i Catalogue of Life.